# Peter Paule

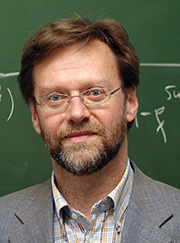
Peter Paule

Peter Paule (* 14. Mai 1958 in Ried im Innkreis, Oberösterreich) ist ein österreichischer Mathematiker und Professor für Mathematik an der Johannes Kepler Universität (JKU) Linz. Er leitet das Institut für Symbolisches Rechnen (RISC) und war von 2008 bis 2018 Vorstand des Doktoratskolleg „Computational Mathematics“.

## Leben
Peter Paule studierte Mathematik an der Universität Wien (1976–1983) und promovierte mit Auszeichnung zum Dr. phil. (1983). Von 1984 bis 1986 wurde ihm durch die Alexander von Humboldt-Stiftung ein Forschungsaufenthalt an der Universität Bayreuth am Institut für Mathematik ermöglicht. Anschließend wurde ihm von der Universität Linz eine Postdoktoranden-Stelle am Institut für Symbolisches Rechnen (RISC) angeboten (1986–1988). Nach seinem Zivildienst (1989) wurde er schließlich als Assistenzprofessor an der JKU angestellt (1990–1996). 1996 habilitierte er im Fach Mathematik zum Universitätsdozenten (1996–2004).
Nach diversen Gastprofessuren – University Marne-la-Vallee, Paris (1998), University of Witwatersrand, Johannesburg, Südafrika (1999), Pennsylvania State University, USA (2001 und 2003), University of Waterloo, Ontario, Kanada (2002) – war er Institutsvorstand des FWF (Wissenschaftsfonds) Spezialforschungsbereich „Numerical and Symbolic Scientific Computing“ (2003–2008), anschließend Institutsvorstand des FWF Doktoratskolleg „Computational Mathematics“ (seit 2008). 2005 wurde er zum ordentlichen Professor ernannt, 2009 zum Vorstand des Instituts für Symbolisches Rechnen (RISC). Er ist Mitglied diverser Gremien. Seine wissenschaftliche Herausgebertätigkeit umfasst u. a.: Managing Editor der Annals of Combinatorics (2000-2019), Editorial Board Member des Journal of Symbolic Computation (JSC) und des Ramanujan Journal, Associate Editor der Digital Library of Mathematical Functions (DLMF) und Herausgeber der Springer Buchreihe Texts and Monographs in Symbolic Computation.

## Arbeits- und Forschungsschwerpunkte
- Computeralgebra (symbolische Summation und Integration)
- Enumerative Kombinatorik, Spezielle Funktionen der Zahlentheorie, speziell in Verbindung mit algorithmischer Mathematik

## Preise und Auszeichnungen
- Alexander-von-Humboldt-Stipendium (1984–1986)
- Mitglied der Academia Europaea (2011)[2]
- Fellow of the American Mathematical Society (AMS)